# Arthon
 Arthon  es una población y comuna francesa, en la región de  Centro, departamento de Indre, en el distrito de Châteauroux y cantón de Ardentes.

## Demografía
| 661 | 603 | 590 | 747 | 820 | 907 | 897 | 843 | 862 | 838 | 883 | 925 | 1 002 | 1 015 | 1 068 | 1 113 | 1 150 | 1 103 | 1 115 | 1 111 | 938 | 875 | 785 | 750 | 753 | 702 | 634 | 532 | 558 | 751 | 902 | 995 | 1 063 |
| Para los censos de 1962 a 1999 la población legal corresponde a la población sin duplicidades (Fuente: INSEE [Consultar]) |     |     |     |     |     |     |     |     |     |     |     |       |       |       |       |       |       |       |       |     |     |     |     |     |     |     |     |     |     |     |     |       |